# Pequeño oficio de la Bienaventurada Virgen María
El Pequeño Oficio de la Santísima Virgen María, también conocido como Horas de la Virgen es una devoción litúrgica a la Santísima Virgen María, a imitación de, y normalmente además de, la Oficio Divino de la Iglesia Católica.  Es un ciclo de salmos, himnos, escrituras y otras lecturas.
Toda la variación diaria se produce en Maitines. El texto de los demás oficios es el mismo de un día para otro en el Rito Romano y en la mayoría de los demás ritos y usos. En el Rito Romano hay variaciones estacionales en Adviento y Navidad. Las antífonas del Evangelio también cambian en Pascua, aunque no hay otros cambios durante ese tiempo.  El Pequeño Oficio era un texto central de las primers medievales y de principios de la Reforma, un tipo de devocionario laico.

## Historia

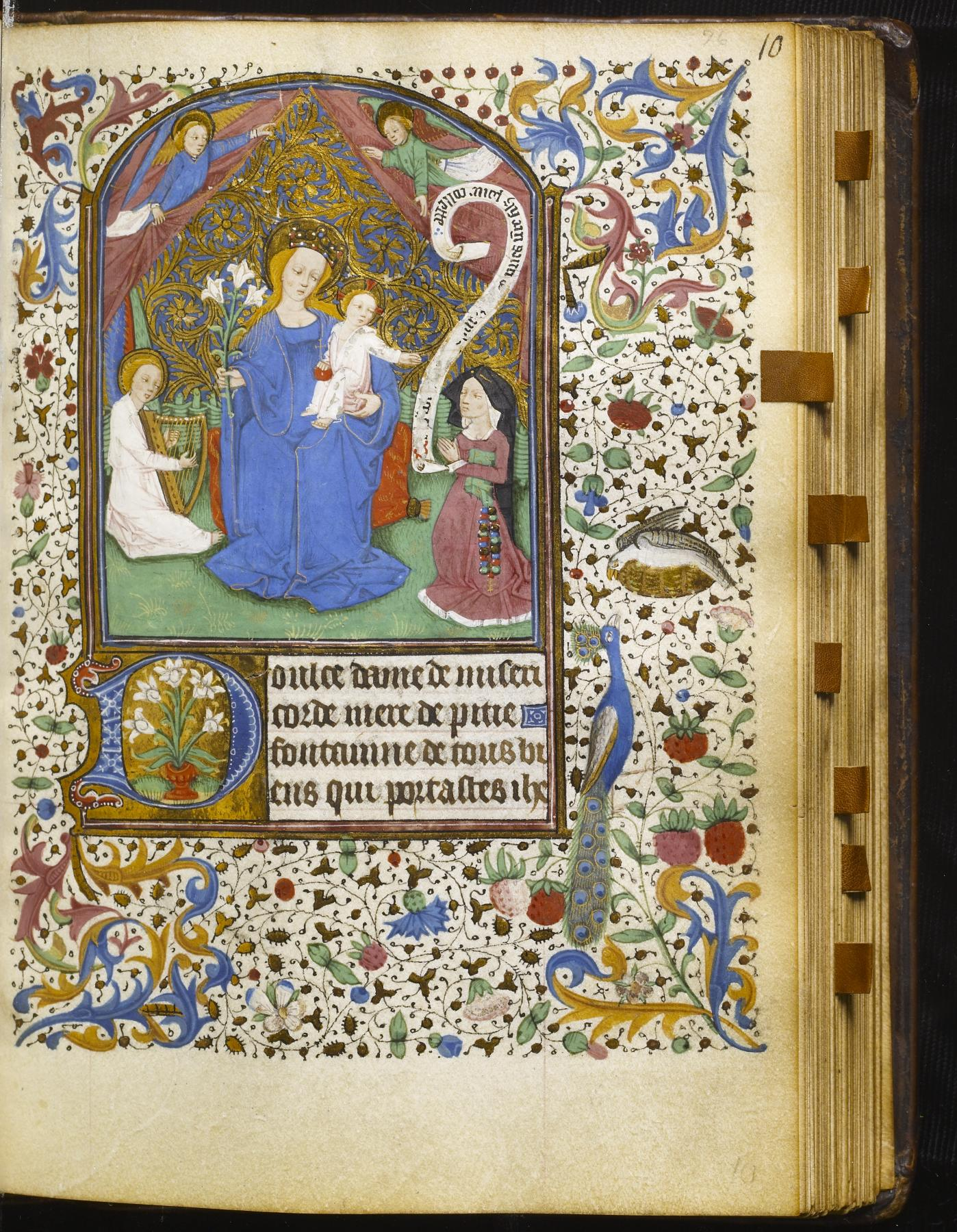
Francés - Hoja del Libro de Horas - hacia 1460, Walters Art Museum

El Pequeño Oficio se originó probablemente como una devoción  monástica hacia mediados del siglo VIII.  Pedro el Diácono cuenta que en el monasterio benedictino Monasterio de Monte Cassino había, además del Oficio Divino, otro oficio que se acostumbra realizar en honor de la Santa Madre de Dios, que el  papa Zacarías ordenó bajo estricto precepto al Monasterio Cassinese.
El Pequeño Oficio de la Santísima Virgen María es una variación del Común de la Santísima Virgen María en la Liturgia de las Horas (Oficio Divino). Es posible que originalmente se compusiera para rezarlo en conexión con las Misas Votivas de Nuestra Señora los sábados, que fueron escritas por Alcuino, el maestro litúrgico de la corte de Carlomagno.
El Pequeño Oficio no se generalizó antes del siglo X. Pedro Damián afirma que ya se recitaba comúnmente entre el clero secular de Italia y Francia, y por su influencia se introdujo en varias casas italianas la práctica de recitarlo en coro después del Oficio Monástico. En el siglo XI existían al menos dos versiones del Pequeño Oficio en Inglaterra. Las versiones anteriores a la Reforma inglesa variaban considerablemente, y en Inglaterra en la época medieval las principales diferencias se encontraban entre los ritos de Sarum y York. Varias de las primeras versiones impresas de los usos ingleses del Oficio Menor sobreviven en las Primers.
En el siglo XII, la nueva fundación de los agustinianos de Prémontré prescribió el Pequeño Oficio además de las ocho horas de la Oficio divino. Los canónigos de Austin también lo utilizaban y, quizá por su influencia, pasó de ser una devoción privada a formar parte de las obligaciones diarias del clero secular en los siglos XIII y XIV. En el siglo XIV, el Pequeño Oficio era obligatorio para todo el clero. Esta obligación se mantuvo hasta que San Pío V la cambió en 1568. El Oficio Menor variaba en las diferentes comunidades y lugares, pero fue estandarizado por Pío V en 1585. Pasó a formar parte de los Libros de Horas en honor de María y fue utilizado por muchos laicos. Los Libros de Horas bellamente decorados eran el orgullo de muchos nobles. Las congregaciones femeninas y las Terceras Órdenes a menudo obligaban a sus miembros a rezar el Pequeño Oficio.
Hasta la Reforma formó parte central del primer y era recitado habitualmente por laicos devotos, por quienes la práctica continuó durante mucho tiempo después entre los católicos. Después de la revisión del Breviario romano tras el Concilio de Trento en 1545, el Pequeño Oficio se convirtió en una obligación para los ordenados sólo los sábados, pero con la excepción de los sábados de Ascuas, vigilias y los sábados de Cuaresma.
Una versión sólo en inglés aparece anexa a las versiones del 'Jardín del alma' del obispo Richard Challoner en el siglo XVIII, y con la restauración de la jerarquía en la década de 1860, James Burns publicó una edición en latín e inglés.
En el siglo XX se produjeron revisiones menores del Oficio, la más notable en 1910, como parte de las reformas litúrgicas del papa Pío X, cuando se suprimió el Pequeño Oficio como epílogo del Oficio Divino. De acuerdo con la constitución apostólica de Pío X Divino afflatu de 1910, el Salterio tanto del Breviario como del Oficio Menor fue reordenado, produciendo una distribución diferente de los salmos a recitar en el Oficio Menor que en las ediciones anteriores a 1910.

### Después del Concilio Vaticano II
En 1963, tras el Concilio Vaticano II, el Papa Pablo VI promulgó Sacrosanctum Concilium que establecía: "Los miembros de cualquier instituto dedicado a adquirir la perfección que, según sus constituciones, deben recitar cualquier parte del oficio divino, realizan con ello la oración pública de la Iglesia. También realizan la oración pública de la Iglesia quienes, en virtud de sus constituciones, recitan cualquier oficio breve, siempre que esté redactado según el modelo del oficio divino y debidamente aprobado."
Sin embargo, en las reformas posteriores al Concilio Vaticano II, el Pequeño Oficio quedó eclipsado por la Liturgia de las Horas revisada. El Pequeño Oficio no fue revisado oficialmente después del Concilio, ya que muchas Congregaciones lo abandonaron para adoptar la Liturgia de las Horas. Según la posterior Carta Apostólica Ecclesiae sanctae del Papa Pablo VI, de 6 de agosto de 1966, "aunque los religiosos que recitan un Oficio Menor debidamente aprobado realizan la oración pública de la Iglesia (cf. Constitución Sacrosanctum Concilium, núm. 98), se recomienda, sin embargo, a los institutos que, en lugar del Oficio Menor, adopten la Oficio Divino, ya sea en parte o en su totalidad, para que puedan participar más íntimamente en la vida litúrgica de la Iglesia".
No obstante, se siguen publicando varias ediciones postconciliares. Los Carmelitas produjeron una versión revisada de su forma del oficio, que todavía es usada por algunos religiosos y aquellos que están inscritos en el  Escapulario Marrón. Además, Tony Horner, un laico, y el padre John Rotelle, O.S.A. formularon sus propias ediciones del Oficio Menor que se ajustaban a la Liturgia de las Horas revisada, ambas aprobadas para uso privado. Estas nuevas versiones incluyen traducciones  vernáculas del latín y siguen la nueva estructura de cada Hora del Oficio. Los cartujos siguen rezando el Oficio de la Virgen María además del Oficio Divino.
Al mismo tiempo, a pesar de su declive entre las órdenes religiosas después del Concilio, se sigue imprimiendo el Oficio Pequeño tradicional en inglés y latín. Carmel Books en el Reino Unido y varias otras editoriales publican ediciones que suelen contener el texto tal como era en la década de 1950. St. Bonaventure Publications publica una edición editada por el P. Francis Xavier Lasance y publicada originalmente en 1904, que ofrece el oficio tal como era antes de la revisión del Salterio por Pío X. Baronius Press publica el texto de 1961, que es la edición más reciente, en una edición bilingüe en inglés y latín, que recoge todo el canto gregoriano para el oficio por primera vez en una edición publicada; mientras que  Angelus Press, el brazo editorial de la Sociedad de San Pío X, también publica una edición en inglés/latín del texto de 1961; a diferencia de la edición de Baronius, esta versión incluye marcas de pronunciación para el texto en latín, así como maitines, laudes y vísperas del tradicional Oficio de difuntos.

## Estructura
- Maitines
- Laudes
- Prima
- Tercia
- Sexta
- Nona
- Vísperas
- Completas